# Capnia kolymensis
Capnia kolymensis är en bäcksländeart som beskrevs av Zhiltzova 1981. Capnia kolymensis ingår i släktet Capnia och familjen småbäcksländor. Inga underarter finns listade i Catalogue of Life.